# Chloridops
Chloridops je vyhynulý rod šatovníků, který se vyskytoval na Havajských ostrovech. Jsou známy tři zástupci tohoto rodu. Dva druhy žily ostrově Havaj, jeden druh žil na ostrovech Kauai, Oahu a Maui.

## Druhy
- šatovník dlaskovitý (Chloridops kona) –  vyhynul kolem roku 1894
- Chloridops wahi – vyhynul v raném holocénu
- Chloridops regiskongi – vyhynul v raném holocénu